# Flyin' the Flannel
Flyin' the Flannel è il quarto album in studio del gruppo musicale statunitense Firehose, pubblicato nel 1991.

## Tracce
1. Down with the Bass
2. Up Finnegan's Ladder
3. Can't Believe
4. Walking the Cow
5. Flyin' the Flannel
6. Epoxy, for Example
7. O'er the Town of Pedro
8. Too Long
9. The First Cuss
10. Anti-misogyny Maneuver
11. Toolin'
12. Song for Dave Alvin
13. Tien an Man Dream Again
14. Lost Colors
15. Towin' the Line
16. Losers, Boozers and Heroes